# Gemeindeverwaltungsverband Fichtenau

Gemeindeverwaltungsverband Fichtenau im Landkreis Schwäbisch Hall in Baden-Württemberg

Im Gemeindeverwaltungsverband Fichtenau im baden-württembergischen Landkreis Schwäbisch Hall haben sich zwei Gemeinden zur Erledigung ihrer Verwaltungsgeschäfte zusammengeschlossen. Der Sitz des Gemeindeverwaltungsverbands liegt in der Gemeinde Fichtenau.

## Mitgliedsgemeinden
Mitglieder dieser Körperschaft des öffentlichen Rechts sind:
- Gemeinde Fichtenau, 4606 Einwohner, 31,28 km²
- Gemeinde Kreßberg, 4014 Einwohner, 48,46 km²

## Struktur und Aufgaben
Der Gemeindeverwaltungsverband übernimmt für die Gemeinden zahlreiche Aufgaben, entweder in deren Namen für die Mitgliedsgemeinden oder in eigener Zuständigkeit anstelle der Mitgliedsgemeinden.